# Annick Goutal
Annick Marie-Thérèse Goutal (Aix-en-Provence, 29 agosto 1945 – Parigi, 20 agosto 1999) è stata un'imprenditrice francese.

## Biografia
Dopo una carriera di pianista e modella Annick fonda nel 1981 l'omonima casa produttrice di alta profumeria.
Il primo negozio, in rue Bellechasse a Parigi, diviene presto meta dei raffinati amanti della profumeria più artigianale ed elegante. L'eco delle fragranze di Goutal (Songes, Vetiver e Sables) raggiunge presto tutta l'Europa e gli Stati Uniti: la maison si affianca ad alcuni marchi storici del lusso, collabora con i cristallieri di Baccarat e con il gruppo Taittinger.
La fondatrice Annick Goutal muore nel 1999, all'età di 53 anni. L'azienda passa quindi nelle mani della figlia Camille e a Isabelle Doyen.